# Verenigde Staten op de Olympische Zomerspelen 1988
De Verenigde Staten namen deel aan de Olympische Zomerspelen 1988 in Seoel in Zuid-Korea.
De Amerikaanse delegatie telde 527 atleten, waarvan 332 mannen en 195 vrouwen, die deelnamen aan 230 onderdelen in 27 sporten.

## Medailles
| Sport            | Olympiër | Discipline                                 | Medaille |
| ---------------- | --- | ------------------------------------------ | -------- |
| Atletiek         | Carl Lewis | 100 m (m)                                  | Goud     |
| Atletiek         | Joe DeLoach | 200 m (m)                                  | Goud     |
| Atletiek         | Steve Lewis | 400 m (m)                                  | Goud     |
| Atletiek         | Roger Kingdom | 110 m horden (m)                           | Goud     |
| Atletiek         | Andre Phillips | 400 m horden (m)                           | Goud     |
| Atletiek         | Danny Everett Steve Lewis Antonio McKay Butch Reynolds Kevin Robinzine Andrew Valmon | 4 x 400 m estafette                        | Goud     |
| Atletiek         | Carl Lewis | Verspringen                                | Goud     |
| Atletiek         | Florence Griffith-Joyner | 100 m (v)                                  | Goud     |
| Atletiek         | Florence Griffith-Joyner | 200 m (v)                                  | Goud     |
| Atletiek         | Evelyn Ashford Alice Brown Sheila Echols Florence Griffith-Joyner Dannette Young | 4 x 100 m estafette (v)                    | Goud     |
| Atletiek         | Louise Ritter | Hoogspringen (v)                           | Goud     |
| Atletiek         | Jackie Joyner-Kersee | Verspringen (v)                            | Goud     |
| Atletiek         | Jackie Joyner-Kersee | Zevenkamp                                  | Goud     |
| Basketbal        | Cynthia Brown Vicky Bullet Cynthia Cooper Anne Donovan Teresa Edwards Kamie Ethridge Jennifer Gillom Bridgette Gordon Andrea Lloyd Katrina McClain Suzie McCoonell Teresa Weatherspoon              | Vrouwen                                    | Goud     |
| Boksen           | Kennedy McKinney | Bantamgewicht (tot 54 kg)                  | Goud     |
| Boksen           | Andrew Maynard | Halfzwaargewicht (tot 81 kg)               | Goud     |
| Boksen           | Ray Mercer | Zwaargewicht (tot 91 kg)                   | Goud     |
| Boogschieten     | Jay Barrs | Individueel (m)                            | Goud     |
| Kanovaren        | Greg Barton | K1 1000 m (m)                              | Goud     |
| Kanovaren        | Greg Barton Norman Bellingham | K2 1000 m (m)                              | Goud     |
| Schoonspringen   | Greg Louganis | 3 m plank (m)                              | Goud     |
| Schoonspringen   | Greg Louganis | 10 m torenspringen (m)                     | Goud     |
| Tennis           | Ken Flach Robert Seguso | Mannendubbelspel                           | Goud     |
| Tennis           | Zina Garrison Pam Shriver | Vrouwendubbelspel                          | Goud     |
| Worstelen        | John Smith | Vrije stijl vedergewicht (tot 62 kg)       | Goud     |
| Worstelen        | Kenny Monday | Vrije stijl weltergewicht (tot 74 kg)      | Goud     |
| Zeilen           | Lynne Jewell Allison Jolly | 470 klasse (v)                             | Goud     |
| Zwemmen          | Matt Biondi | 50 m vrije slag (m)                        | Goud     |
| Zwemmen          | Matt Biondi | 100 m vrije slag (m)                       | Goud     |
| Zwemmen          | Matt Biondi Troy Dalbey Doug Gjertsen Chris Jacobs Tom Jager Shaun Jordan Brent Lang | 4x100 m vrije slag (m)                     | Goud     |
| Zwemmen          | Matt Biondi Matt Cetlinski Troy Dalbey Doug Gjertsen Dan Jorgensen Craig Oppel | 4x200 m vrije slag (m)                     | Goud     |
| Zwemmen          | Dave Berkoff Matt Biondi Chris Jacobs Tom Jager Jay Mortenson Richard Schroeder | 4x100 m wisselslag (m)                     | Goud     |
| Zwemmen          | Janet Evans | 400 m vrije slag (v)                       | Goud     |
| Zwemmen          | Janet Evans | 800 m vrije slag (v)                       | Goud     |
| Zwemmen          | Janet Evans | 400 m wisselslag (v)                       | Goud     |
|                  | |                                            |          |
| Atletiek         | Carl Lewis | 200 m (m)                                  | Zilver   |
| Atletiek         | Butch Reynolds | 400 m (m)                                  | Zilver   |
| Atletiek         | Hollis Conway | Hoogspringen (m)                           | Zilver   |
| Atletiek         | Mike Powell | Verspringen (m)                            | Zilver   |
| Atletiek         | Randy Barnes | Kogelstoten (m)                            | Zilver   |
| Atletiek         | Evelyn Ashford | 100 m (v)                                  | Zilver   |
| Atletiek         | Valerie Brisco-Hooks Diane Dixon Florence Griffith-Joyner Denean Howard Sherri Howard Lillie Leatherwood                                                                                            | 4 x 400 m estafette (v)                    | Zilver   |
| Boksen           | Michael Carbajal | Lichtvlieggewicht (tot 48kg)               | Zilver   |
| Boksen           | Roy Jones Jr. | Halfmiddengewicht (tot 71kg)               | Zilver   |
| Boksen           | Riddick Bowe | Superzwaargewicht (boven 91kg)             | Zilver   |
| Boogschieten     | Jay Barrs Richard McKinney Darrell Pace | Team (m)                                   | Zilver   |
| Judo             | Kevin Asano | Superlichtgewicht (tot 60 kg)              | Zilver   |
| Paardensport     | Gregory Best | Springconcours individueel                 | Zilver   |
| Paardensport     | Gregory Best Joe Fargis Lisa Jacquin Anne Kursinski | Springconcours team                        | Zilver   |
| Roeien           | Thomas Bohrer Richard Kennelly David Krmpotich Raoul Rodriguez | Vier-zonder-stuurman (m)                   | Zilver   |
| Roeien           | Anne Marden | Skiff (v)                                  | Zilver   |
| Schietsport      | Erich Buljung | Luchtpistool 10 m                          | Zilver   |
| Schoonspringen   | Michele Mitchell | 10 m torenspringen (v)                     | Zilver   |
| Synchroonzwemmen | Tracie Ruiz | Solo                                       | Zilver   |
| Synchroonzwemmen | Karen Josephson Sarah Josephson | Duet                                       | Zilver   |
| Tennis           | Tim Mayotte | Mannenenkelspel                            | Zilver   |
| Waterpolo        | James Bergeson Greg Boyer Peter Campbell Jeffrey Campbell Jody Campbell Christopher Duplanty Michael Evans Douglas Kimbell Edward Klass Alan Mouchawar Kevin Robertson Terry Schroeder Craig Wilson | Mannen                                     | Zilver   |
| Worstelen        | Bruce Baumgartner | Vrije stijl superzwaargewicht (tot 130 kg) | Zilver   |
| Zeilen           | Hal Haenel Mark Reynolds | Star klasse                                | Zilver   |
| Zeilen           | William Baylis Robert Billingham John Kostecki | Soling klasse                              | Zilver   |
| Zwemmen          | Tom Jager | 50 m vrije slag (m)                        | Zilver   |
| Zwemmen          | Chris Jacobs | 100 m vrije slag (m)                       | Zilver   |
| Zwemmen          | Dave Berkoff | 100 m rugslag (m)                          | Zilver   |
| Zwemmen          | Matt Biondi | 100 m vlinderslag (m)                      | Zilver   |
| Zwemmen          | David Wharton | 400 m wisselslag (m)                       | Zilver   |
| Zwemmen          | Beth Barr Janel Jorgensen Tracey McFarlane Mary T. Meagher Betsy Mitchell Dara Torres Mary Wayte | 4 x 100 m wisselslag (v)                   | Zilver   |
|                  | |                                            |          |
| Atletiek         | Calvin Smith | 100 m (m)                                  | Brons    |
| Atletiek         | Danny Everett | 400 m (m)                                  | Brons    |
| Atletiek         | Tonie Campbell | 110 m horden (m)                           | Brons    |
| Atletiek         | Edwin Moses | 400 m horden (m)                           | Brons    |
| Atletiek         | Larry Myricks | Verspringen (v)                            | Brons    |
| Atletiek         | Kim Gallagher | 800 m (v)                                  | Brons    |
| Basketbal        | Willie Anderson Stacey Augmon Bimbo Coles Jeffrey Grayer Hersey Hawkins Dan Majerle Danny Manning Herman Reid Mitch Richmond David Robinson Charles D. Smith Charles E. Smith                       | Mannen                                     | Brons    |
| Boksen           | Romallis Ellis | Lichtgewicht (tot 60 kg)                   | Brons    |
| Boksen           | Kenneth Gould | Weltergewicht (tot 67 kg)                  | Brons    |
| Boogschieten     | Debra Ochs Denise Parker Melanie Skillman | Team (v)                                   | Brons    |
| Gymnastiek       | Phoebe Mills | Evenwichtsbalk (v)                         | Brons    |
| Judo             | Michael Swain | Lichtgewicht (tot 71 kg)                   | Brons    |
| Roeien           | Seth Bauer (stuurman) Doug Burden Jeffrey McLaughlin Peter Nordell Ted Patton John Pescatore Jack Rusher Jonathan Smith Mike Teti                                                                   | Acht (m)                                   | Brons    |
| Schoonspringen   | Wendy Williams | 10 m torenspringen (v)                     | Brons    |
| Schoonspringen   | Kelly McCormick | 3 m plank (v)                              | Brons    |
| Tennis           | Brad Gilbert | Mannenenkelspel                            | Brons    |
| Tennis           | Zina Garrison | Vrouwenenkelspel                           | Brons    |
| Wielersport      | Connie Paraskevin-Young | Baan sprint (v)                            | Brons    |
| Worstelen        | Dennis Koslowski | Grieks-Romeins zwaargewicht (tot 100 kg)   | Brons    |
| Worstelen        | Nathaniel Carr | Vrije stijl lichtgewicht (tot 68 kg)       | Brons    |
| Worstelen        | William Scherr | Vrije stijl zwaargewicht (tot 100 kg)      | Brons    |
| Zeilen           | Mike Gebhardt | Division II (m)                            | Brons    |
| Zeilen           | Charles McKee John Shadden | 470 klasse (m)                             | Brons    |
| Zwemmen          | Matt Biondi | 200 m vrije slag (m)                       | Brons    |
| Zwemmen          | Jill Sterkel | 50 m vrije slag (v)                        | Brons    |
| Zwemmen          | Mary T. Meagher | 200 m vlinderslag (v)                      | Brons    |
| Zwemmen          | Mitzi Kremer Jill Sterkel Dara Torres Laura Walker Mary Wayte Paige Zemina | 4x100 m vrije slag (v)                     | Brons    |

## Resultaten per onderdeel

### Atletiek
| Olympiër                                                                                                  | Discipline               | Resultaat    | Prestatie |
| --- | ------------------------ | ------------ | --- |
| Carl Lewis                                                                                                | 100 m (m)                | Goud         | serie: 10,14 (1e tijd) kwartfinale: 9,99 (1e tijd) halve finale: 9,97 (1e tijd) finale: 9,92 (1e tijd) WR |
| Dennis Mitchell                                                                                           | 100 m (m)                | 4e           | serie: 10,37 (1e tijd) kwartfinale: 10,13 (2e tijd) halve finale: 10,23 (3e tijd) finale: 10,04 (4e tijd) |
| Calvin Smith                                                                                              | 100 m (m)                | Brons        | serie: 10,28 (1e tijd) kwartfinale: 10,16 (1e tijd) halve finale: 10,15 (2e tijd) finale: 9,99 (3e tijd) |
| Joe DeLoach                                                                                               | 200 m (m)                | Goud         | serie: 20,98 (1e tijd) kwartfinale: 20,56 (1e tijd) halve finale: 20,06 (1e tijd) finale: 19,75 (1e tijd) OR |
| Carl Lewis                                                                                                | 200 m (m)                | Zilver       | serie: 20,72 (2e tijd) kwartfinale: 20,57 (1e tijd) halve finale: 20,23 (1e tijd) finale: 19,79 (2e tijd) |
| Roy Martin                                                                                                | 200 m (m)                | halve finale | serie: 20,65 (1e tijd) kwartfinale: 20,54 (2e tijd) halve finale: 20,62 (6e tijd) |
| Danny Everett                                                                                             | 400 m (m)                | Brons        | serie: 45,63 (1e tijd) kwartfinale: 44,33 (1e tijd) halve finale: 44,36 (2e tijd) finale: 44,09 (3e tijd) |
| Steve Lewis                                                                                               | 400 m (m)                | Goud         | serie: 45,31 (1e tijd) kwartfinale: 44,41 (1e tijd) halve finale: 44,35 (1e tijd) finale: 43,87 (1e tijd) |
| Butch Reynolds                                                                                            | 400 m (m)                | Zilver       | serie: 46,28 (3e tijd) kwartfinale: 44,46 (1e tijd) halve finale: 44,33 (1e tijd) finale: 43,93 (2e tijd) |
| Tracy Baskin                                                                                              | 800 m (m)                | serie        | serie: 1:50,38 (4e tijd) |
| Mark Everett                                                                                              | 800 m (m)                | serie        | serie: 1:49,86 (1e tijd) |
| Johnny Gray                                                                                               | 800 m (m)                | 5e           | serie: 1:48,83 (1e tijd) kwartfinale: 1:45,96 (1e tijd) halve finale: 1:45,04 (4e tijd) finale: 1:44,80 (5e tijd) |
| Jeff Atkinson                                                                                             | 1500 m (m)               | 10e          | serie: 3:38,33 (2e tijd) halve finale: 3:39,12 (10e tijd) finale: 3:40,80 (10e tijd) |
| Mark Deady                                                                                                | 1500 m (m)               | halve finale | serie: 3:41,91 (2e tijd) halve finale: 3:39,47 (8e tijd) |
| Steve Scott                                                                                               | 1500 m (m)               | 5e           | serie: 3:41,57 (2e tijd) halve finale: 3:38,20 (1e tijd) finale: 3:36,99 (5e tijd) |
| Terry Brahm                                                                                               | 5.000m (m)               | halve finale | serie: 13:45,28 (13e tijd) halve finale: 14:04,12 (15e tijd) |
| Sydney Maree                                                                                              | 5.000m (m)               | 5e           | serie: 13:47,85 (2e tijd) halve finale: 13:22,61 (2e tijd) finale: 13:23,69 (5e tijd) |
| Doug Padilla                                                                                              | 5.000m (m)               | halve finale | serie: 13:58,45 (5e tijd) halve finale: 13:37,11 (11e tijd) |
| Bruce Brickford                                                                                           | 10.000m (m)              | 18e          | serie: 28:16,16 (7e tijd) finale: 29:09,74 (18e tijd) |
| Steve Plasencia                                                                                           | 10.000m (m)              | serie        | serie: DNF |
| Pat Porter                                                                                                | 10.000m (m)              | serie        | serie: 28:45,04 (11e tijd) |
| Mark Conover                                                                                              | marathon (m)             | DNF          | DNF |
| Ed Eyestone                                                                                               | marathon (m)             | 29e          | 2:19:09 |
| Pete Pfitzinger                                                                                           | marathon (m)             | 14e          | 2:14:44 |
| Arthur Blake                                                                                              | 110 m horden (m)         | 8e           | serie: 13,66 (1e tijd) kwartfinale: 13,65 (2e tijd) halve finale: 13,52 (2e tijd) finale: 13,96 (8e tijd) |
| Tonie Campbell                                                                                            | 110 m horden (m)         | Brons        | serie: 13,45 (1e tijd) kwartfinale: 13,47 (1e tijd) halve finale: 13,47 (2e tijd) finale: 13,38 (3e tijd) |
| Roger Kingdom                                                                                             | 110 m horden (m)         | Goud         | serie: 13,40 (1e tijd) kwartfinale: 13,17 (1e tijd) OR halve finale: 13,37 (1e tijd) finale: 12,98 (1e tijd) OR |
| Edwin Moses                                                                                               | 400 m horden (m)         | Brons        | serie: 49,38 (1e tijd) halve finale: 47,89 (1e tijd) finale: 47,56 (3e tijd) |
| Andrew Phillips                                                                                           | 400 m horden (m)         | Goud         | serie: 49,34 (1e tijd) halve finale: 48,19 (1e tijd) finale: 47,19 (1e tijd) OR |
| Kevin Young                                                                                               | 400 m horden (m)         | 4e           | serie: 49,35 (1e tijd) halve finale: 48,56 (2e tijd) finale: 47,94 (4e tijd) |
| Brian Abshire                                                                                             | 3000 m steeple chase (m) | halve finale | serie: 8:36,56 (4e tijd) halve finale: 8:27,78 (9e tijd) |
| Brian Diemer                                                                                              | 3000 m steeple chase (m) | halve finale | serie: 8:38,40 (4e tijd) halve finale: 8:23,89 (7e tijd) |
| Henry Marsh                                                                                               | 3000 m steeple chase (m) | 6e           | serie: 8:33,89 (1e tijd) halve finale: 8:18,94 (7e tijd) finale: 8:14,39 (6e tijd) |
| Lee McNeill Dennis Mitchell Albert Robinson Calvin Smith                                                  | 4 x 100 m estafette (m)  | serie        | serie: DSQ |
| Danny Everett Steve Lewis Antonio McKay Butch Reynolds Kevin Robinzine Andrew Valmon                      | 4 x 400 m estafette (m)  | Goud         | serie: 3:02,16 (1e tijd) halve finale: 3:02,84 (1e tijd) finale: 2:56,16 (1e tijd) WR |
| Jim Heiring                                                                                               | 20 km snelwandelen (m)   | 38e          | 1:27,30 |
| Tim Lewis                                                                                                 | 20 km snelwandelen (m)   | 44e          | 1:31:00 |
| Gary Morgan                                                                                               | 20 km snelwandelen (m)   | 37e          | 1:27:26 |
| Marco Evoniuk                                                                                             | 50 km snelwandelen (m)   | 22e          | 3:56,55 |
| Andrew Kaestner                                                                                           | 50 km snelwandelen (m)   | 34e          | 4:12:49 |
| Carl Schueler                                                                                             | 50 km snelwandelen (m)   | 23e          | 3:57:44 |
| Hollis Conway                                                                                             | hoogspringen (m)         | Zilver       | kwalificatie: 2,28 m (=5e) finale: 2,36 m (2e) |
| Jim Howard                                                                                                | hoogspringen (m)         | 10e          | kwalificatie: 2,25 m (=13e) finale: 2,31 m (10e) |
| Brian Stanton                                                                                             | hoogspringen (m)         | 11e          | kwalificatie: 2,25 m (=9e) finale: 2,31 m (11e) |
| Earl Bell                                                                                                 | polsstokhoogspringen (m) | 4e           | kwalificatie: 5,40 m (=4e) finale: 5,70 m (4e) |
| Billy Olson                                                                                               | polsstokhoogspringen (m) | 12e          | kwalificatie: 5,40 m (=9e) finale: 5,50 m (12e) |
| Kory Tarpenning                                                                                           | polsstokhoogspringen (m) | 10e          | kwalificatie: 5,40 m (=4e) finale: 5,50 m (10e) |
| Carl Lewis                                                                                                | verspringen (m)          | Goud         | kwalificatie: 8,06 m (3e) finale: 8,72 m (1e) |
| Larry Myricks                                                                                             | verspringen (m)          | Brons        | kwalificatie: 8,19 m (2e) finale: 8,27 m (3e) |
| Mike Powell                                                                                               | verspringen (m)          | Zilver       | kwalificatie: 8,34 m (1e) finale: 8,49 m (2e) |
| Willie Banks                                                                                              | hink-stap-springen (m)   | 6e           | kwalificatie: 16,57 m (7e) finale: 17,03 m (6e) |
| Robert Cannon                                                                                             | hink-stap-springen (m)   | kwalificatie | kwalificatie: 15,69 m (29e) |
| Charles Simpkins                                                                                          | hink-stap-springen (m)   | 5e           | kwalificatie: 16,35 m (10e) finale: 17,29 m (5e) |
| Randy Barnes                                                                                              | kogelstoten (m)          | Zilver       | kwalificatie: 20,83 m (3e) finale: 22,39 m (2e) |
| Jim Doehring                                                                                              | kogelstoten (m)          | 11e          | kwalificatie: 19,73 m (11e) finale: 19,89 (11e) |
| Gregg Tafralis                                                                                            | kogelstoten (m)          | 9e           | kwalificatie: 19,71 m (12e) finale: 20,16 m (9e) |
| Mike Buncic                                                                                               | discuswerpen (m)         | 10e          | kwalificatie: 63,16 m (6e) finale: 62,46 m (10e) |
| Randy Heisler                                                                                             | discuswerpen (m)         | kwalificatie | kwalificatie: 59,08 m (17e) |
| Mac Wilkins                                                                                               | discuswerpen (m)         | 5e           | kwalificatie: 62,48 m (7e) finale: 65,90 m (5e) |
| Lance Deal                                                                                                | kogelslingeren (m)       | kwalificatie | kwalificatie: 73,66 (17e) |
| Kenneth Flax                                                                                              | kogelslingeren (m)       | kwalificatie | kwalificatie: 72,70 m (18e) |
| Jud Logan                                                                                                 | kogelslingeren (m)       | kwalificatie | kwalificatie: 72,64 m (19e) |
| Brian Crouser                                                                                             | speerwerpen (m)          | kwalificatie | kwalificatie: 72,72 (29e) |
| Tom Petranoff                                                                                             | speerwerpen (m)          | kwalificatie | kwalificatie: 77,48 m (18e) |
| Dave Stephens                                                                                             | speerwerpen (m)          | kwalificatie | kwalificatie: 78,42 m (14e) |
| Tim Bright                                                                                                | tienkamp (m)             | 7e           | 100 meter: 11,18 Verspringen: 7,05m Kogelstoten: 14,12m Hoogspringen: 2,06m 400 meter: 49,34 110m horden: 14,39 Discuswerpen: 41,68m Polsstokhoogspringen: 5,70m Speerwerpen: 61,60m 1.500 meter: 4:51,20 totaal 8216 punten |
| Dave Johnson                                                                                              | tienkamp (m)             | 9e           | 100 meter: 11,15 Verspringen: 7,12m Kogelstoten: 14,52m Hoogspringen: 2,03m 400 meter: 49,15 110m horden: 14,66 Discuswerpen: 42,36m Polsstokhoogspringen: 4,90m Speerwerpen: 66,46m 1.500 meter: 4:29,62 totaal 8180 punten |
| Gary Kinder                                                                                               | tienkamp (m)             | DNF          | 100 meter: 11,31 Verspringen: 7,00m Kogelstoten: 14,89m Hoogspringen: 1,97m 400 meter: 51,79 |
| |                          |              | |
| Evelyn Ashford                                                                                            | 100 m (v)                | Zilver       | serie: 11,10 (1e tijd) kwartfinale: 10,88 (1e tijd) halve finale: 10,99 (1e tijd) finale: 10,83 (2e tijd) |
| Florence Griffith-Joyner                                                                                  | 100 m (v)                | Goud         | serie: 10,88 (1e tijd) OR kwartfinale: 10,62 (1e tijd) OR halve finale: 10,70 (1e tijd) finale: 10,54 (1e tijd) |
| Gwen Torrence                                                                                             | 100 m (v)                | 5e           | serie: 11,22 (1e tijd) kwartfinale: 10,99 (2e tijd) halve finale: 11,02 (3e tijd) finale: 10,97 (5e tijd) |
| Florence Griffith-Joyner                                                                                  | 200 m (v)                | Goud         | serie: 22,51 (1e tijd) kwartfinale: 21,76 (1e tijd) OR halve finale: 21,56 (1e tijd) WR finale: 21,34 (1e tijd) WR |
| Pamela Marshall                                                                                           | 200 m (v)                | kwalificatie | serie: DNF |
| Gwen Torrence                                                                                             | 200 m (v)                | 6e           | serie: 22,87 (1e tijd) kwartfinale: 22,25 (1e tijd) halve finale: 22,53 (3e tijd) finale: 22,17 (6e tijd) |
| Valerie Brisco-Hooks                                                                                      | 400 m (v)                | 4e           | serie: 51,96 (1e tijd) kwartfinale: 51,24 (2e tijd) halve finale: 49,90 (3e tijd) finale: 50,16 (4e tijd) |
| Diane Dixon                                                                                               | 400 m (v)                | 5e           | serie: 52,45 (1e tijd) kwartfinale: 51,98 (2e tijd) halve finale: 49,84 (3e tijd) finale: 50,72 (5e tijd) |
| Denean Howard                                                                                             | 400 m (v)                | 6e           | serie: 52,26 (1e tijd) kwartfinale: 51,02 (3e tijd) halve finale: 49,87 (4e tijd) finale: 51,12 (6e tijd) |
| Joetta Clark                                                                                              | 800 m (v)                | halve finale | serie: 2:00,83 (2e tijd) halve finale: 2:03,32 (7e tijd) |
| Kim Gallagher                                                                                             | 800 m (v)                | Brons        | serie: 2:01,70 (1e tijd) halve finale: 1:57,39 (2e tijd) finale: 1:56,91 (3e tijd) |
| Delisa Walton-Floyd                                                                                       | 800 m (v)                | 5e           | serie: 2:02,37 (2e tijd) halve finale: 1:58,82 (2e tijd) finale: 1:57,80 (5e tijd) |
| Mary Decker                                                                                               | 1.500 m (v)              | 8e           | serie: 4:03,61 (2e tijd) finale: 4:02,49 (8e tijd) |
| Kim Gallagher                                                                                             | 1.500 m (v)              | 11e          | serie: 4:07,22 (4e tijd) finale: 4:16,25 (11e tijd) |
| Regina Jacobs                                                                                             | 1.500 m (v)              | serie        | serie: 4:18,09 (11e tijd) |
| Mary Decker                                                                                               | 3.000 m (v)              | 10e          | serie: 8:44,15 (4e tijd) finale: 8:47,13 (10e tijd) |
| Vicki Huber                                                                                               | 3.000 m (v)              | 6e           | serie: 8:48,93 (5e tijd) finale: 8:37,25 (6e tijd) |
| PattieSue Plumer                                                                                          | 3.000 m (v)              | 13e          | serie: 8:45,21 (7e tijd) finale: 8:59,17 (13e tijd) |
| Lynn Jennings                                                                                             | 10.000 m (v)             | 6e           | serie: 32:18,44 (8e tijd) finale: 31:39,93 (6e tijd) |
| Francie Larrieu-Smith                                                                                     | 10.000 m (v)             | 5e           | serie: 31:52,02 (6e tijd) finale: 31:35,52 (5e tijd) |
| Lynn Nelson                                                                                               | 10.000 m (v)             | 15e          | serie: 32:15,45 (6e tijd) finale: 32:32,24 (15e tijd) |
| Nancy Ditz                                                                                                | marathon (v)             | 17e          | 2:33:42 |
| Margaret Groos                                                                                            | marathon (v)             | 39e          | 2:40:59 |
| Cathy O'Brien                                                                                             | marathon (v)             | 40e          | 2:41:04 |
| Gail Devers                                                                                               | 110 m horden (v)         | halve finale | serie: 13,18 (3e tijd) kwartfinale: 13,22 (4e tijd) halve finale: 13,51 (8e tijd) |
| Jacqueline Humphrey                                                                                       | 110 m horden (v)         | halve finale | serie: 13,24 (4e tijd) kwartfinale: 13,25 (6e tijd) halve finale: 13,59 (7e tijd) |
| LaVonna Martin                                                                                            | 110 m horden (v)         | halve finale | serie: 13,20 (3e tijd) kwartfinale: 13,20 (5e tijd) halve finale: 13,29 (7e tijd) |
| Leslie Maxie                                                                                              | 400 m horden (v)         | serie        | serie: 57,68 (5e tijd) |
| Latanya Sheffield                                                                                         | 400 m horden (v)         | 8e           | serie: 55,61 (4e tijd) halve finale: 54,36 (3e tijd) finale: 55,32 (8e tijd) |
| Schowonda Williams                                                                                        | 400 m horden (v)         | halve finale | serie: 55,98 (2e tijd) halve finale: 56,71 (7e tijd) |
| Evelyn Ashford Alice Brown Sheila Echols Florence Griffith-Joyner Dannette Young                          | 4 x 100 m estafette (v)  | Goud         | serie: 42,39 (1e tijd) halve finale: 42,12 (1e tijd) finale: 41,98 (1e tijd) |
| Valerie Brisco-Hooks Diane Dixon Florence Griffith-Joyner Denean Howard Sherri Howard Llillie Leatherwood | 4 x 400 m estafette (v)  | Zilver       | serie: 3:25,86 (1e tijd) finale: 3:15,51 (2e tijd) |
| Patricia King                                                                                             | hoogspringen (v)         | kwalificatie | kwalificatie: 1,84 m (19e) |
| Louise Ritter                                                                                             | hoogspringen (v)         | Goud         | kwalificatie: 1,92 m (=11e) finale: 2,03 m (1e) OR |
| Coleen Sommer                                                                                             | hoogspringen (v)         | kwalificatie | kwalificatie: 1,87 m (18e) |
| Sheila Echols                                                                                             | verspringen (v)          | kwalificatie | kwalificatie: 6,37 m (16e) |
| Jackie Joyner-Kersee                                                                                      | verspringen (v)          | Goud         | kwalificatie: 6,96 m (3e) finale: 7,40 m (1e) OR |
| Patricia King                                                                                             | verspringen (v)          | kwalificatie | kwalificatie: 6,50 m (13e) |
| Bonnie Dasse                                                                                              | kogelstoten (v)          | 12e          | kwalificatie: 19,45 m (11e) finale: 17,60 m (12e) |
| Ramona Pagel                                                                                              | kogelstoten (v)          | kwalificatie | kwalificatie: 18,55 m (15e) |
| Connie Price                                                                                              | kogelstoten (v)          | kwalificatie | kwalificatie: 17,09 m (18e) |
| Carol Cady                                                                                                | discuswerpen (v)         | 11e          | kwalificatie: 62,72 m (10e) finale: 63,42 m (11e) |
| Ramona Pagel                                                                                              | discuswerpen (v)         | kwalificatie | kwalificatie: 57,50 m (15e) |
| Connie Price                                                                                              | discuswerpen (v)         | kwalificatie | kwalificatie: 57,04 m (16e) |
| Wendy Brown                                                                                               | zevenkamp (v)            | 18e          | 100m horden: 14,07 hoogspringen: 1,83m verspringen: 6,13m kogelstoten: 12,69m 200m: 24,83 speerwerpen: 44,34m 800m: 2:26,43 totaal 5972 punten                                                                               |
| Cindy Greiner                                                                                             | zevenkamp (v)            | 8e           | 100m horden: 13,55 hoogspringen: 1,80m verspringen: 6,47m kogelstoten: 14,13m 200m: 24,48 speerwerpen: 38,00m 800m: 2:13,65 totaal 6297 punten                                                                               |
| Kynda Sutfin                                                                                              | zevenkamp (v)            | Goud         | 100m horden: 12,69 hoogspringen: 1,86m verspringen: 7,27m OR kogelstoten: 15,80m 200m: 22,56 speerwerpen: 45,66m 800m: 2.08,51 totaal 7291 punten WR                                                                         |

### Basketbal
| Team | Discipline | Resultaat | Prestatie |
| --- | ---------- | --------- | --- |
| Willie Anderson Stacey Augmon Bimbo Coles Jeffrey Grayer Hersey Hawkins Dan Majerle Danny Manning Herman Reid Mitch Richmond David Robinson Charles D. Smith Charles E. Smith           | Mannen     | Brons     | groep B: 1ste W van Spanje: 97-53 W van Canada: 76-70 W van Brazilië: 102-87 W van China: 108-57 W van Egypte: 102-35 kwartfinale: W van Puerto Rico: 94-57 halve finale V van Sovjet-Unie: 76-82 troostfinale W van Australië: 78-49 |
| |            |           | |
| Cynthia Brown Vicky Bullett Cynthia Cooper Anne Donovan Teresa Edwards Kamie Ethridge Jennifer Gillom Bridgette Gordon Andrea Lloyd Katrina McClain Suzie McConnell Teresa Weatherspoon | Vrouwen    | Goud      | groep B: 1ste W van Tsjecho-Slowakije: 87-81 W van Joegoslavië: 101-74 W van China: 94-79 halve finale W van Sovjet-Unie: 102-88 finale W van Joegoslavië: 77-70                                                                      |

### Boksen
| Olympiër         | Discipline                      | Resultaat | Prestatie |
| ---------------- | ------------------------------- | --------- | --- |
| Michael Carbajal | lichtvlieggewicht (tot 48 kg)   | Zilver    | 1ste ronde: vrij 2de ronde: W van KOR O: 3-2 3de ronde: W van VIE Hiền: scheidsrechterlijke beslissing kwartfinale: W van CAN Olson: 5-0 halve finale: W van HUN Isaszegi: 4-1 finale: V van BUL Marinov: 0-5                                         |
| Arthur Johnson   | vlieggewicht (tot 51 kg)        | =9e       | 1ste ronde: W van ITA Mannai: 5-0 2de ronde: W van NEP Singh: scheidsrechterlijke beslissing 3de ronde: V van KOR Kim: 0-5 |
| Kennedy McKinney | bantamgewicht (tot 54 kg)       | Goud      | 1ste ronde: vrij 2de ronde: W van GUA Pérez: scheidsrechterlijke beslissing 3de ronde: W van IND Birajdar: walk-over kwartfinale: W van KEN Mwema: 5-0 halve finale: W van THA Molsan: scheidsrechterlijke beslissing finale: W van BUL Khristov: 5-0 |
| Kelcie Banks     | vedergewicht (tot 57 kg)        | =33e      | 1ste ronde: V van NED Tuur: knock-out |
| Romallis Ellis   | lichtgewicht (tot 60 kg)        | Brons     | 1ste ronde: vrij 2de ronde: W van KOR Lee: 5-0 3de ronde: W van MLI Traoré: scheidsrechterlijke beslissing kwartfinale: W van BUL Chuprenski: 3-2 halve finale: V van GDR Zülow: 0-5                                                                  |
| Todd Foster      | halfweltergewicht (tot 63.5 kg) | =5e       | 1ste ronde: vrij 2de ronde: W van MAR Rahilou: knock-out 3de ronde: W van KOR Jeon: knock-out kwartfinale: V van AUS Cheney: 2-3 |
| Kenneth Gould    | weltergewicht (tot 67 kg)       | Brons     | 1ste ronde: W van TAN Marwa: 4-1 2de ronde: W van GHA Ankamah: 5-0 3de ronde: W van ASA Masoe: 5-0 kwartfinale: W van FIN Nyman: 5-0 halve finale: V van FRA Laurent Boudouani: 1-4                                                                   |
| Roy Jones Jr.    | halfmiddengewicht (tot 71 kg)   | Zilver    | 1ste ronde: vrij 2de ronde: W van MAW Makalamba: knock-out 3de ronde: W van TCH Franke: 5-0 kwartfinale: W van URS Zaytsev: 5-0 halve finale: W van GBR Woodhall: 5-0 finale: V van KOR Si-hun: 2-3                                                   |
| Andrew Maynard   | halfzwaargewicht (tot 81 kg)    | Goud      | 1ste ronde: vrij 2de ronde: W van ASA Masoe: scheidsrechterlijke beslissing kwartfinale: W van HUN Erős: 5-0 halve finale: W van POL Petrich: tegenstander teruggetrokken finale: W van URS Shanavazov: 5-0                                           |
| Ray Mercer       | zwaargewicht (tot 91 kg)        | Goud      | 1ste ronde: vrij 2de ronde: W van TCH Gavenčiak: scheidsrechterlijke beslissing kwartfinale: W van ITA Gaudiano: knock-out halve finale: W van NED Vanderlyde: scheidsrechterlijke beslissing finale: W van KOR Baik: knock-out                       |
| Riddick Bowe     | superzwaargewicht (boven 91 kg) | Zilver    | 1ste ronde: vrij 2de ronde: W van AUT Botowamungu: knock-out kwartfinale: W van TCH Hrivňák: scheidsrechterlijke beslissing halve finale: W van URS Miroshnichenko: 5-0 finale: V van CAN Lewis: scheidsrechterlijke beslissing                       |

### Boogschieten
| Olympiër                                  | Discipline      | Resultaat | Prestatie |
| ----------------------------------------- | --------------- | --------- | --- |
| Jay Barrs                                 | individueel (m) | Goud      | voorronde: 1294 punten (3e) 1/8 finale: 313 punten (13e) kwartfinale: 326 punten (4e) halve finale: 334 punten (2e) finale: 338 punten (1e) |
| Richard McKinney                          | individueel (m) | 6e        | voorronde: 1288 punten (4e) 1/8 finale: 321 punten (6e) kwartfinale: 327 punten (3e) halve finale: 332 punten (3e) finale: 332 punten (6e)  |
| Darrell Pace                              | individueel (m) | 9e        | voorronde: 1257 punten (19e) 1/8 finale: 306 punten (18e) kwartfinale: 329 punten (1e) halve finale: 332 punten (9e)                        |
| Jay Barrs Richard McKinney Darrell Pace   | team (m)        | Zilver    | voorronde: 3839 punten (2e) halve finale: 992 punten (1e) finale: 972 punten (2e)                                                           |
| Debra Ochs                                | individueel (v) | 26e       | voorronde: 1227 (16e) |
| Denise Parker                             | individueel (v) | 21e       | voorronde: 1263 punten (11e) 1/8 finale: 298 punten (21e)                                                                                   |
| Melanie Skillman                          | individueel (v) | 10e       | voorronde: 1252 punten (6e) 1/8 finale: 307 punten (14e) kwartfinale: 318 punten (9e) halve finale: 311 punten (10e)                        |
| Debra Ochs Denise Parker Melanie Skillman | team (v)        | Brons     | voorronde: 3742 punten (4e) halve finale: 988 punten (2e) finale: 952 punten (3e)                                                           |

### Gewichtheffen
| Olympiër        | Discipline                       | Resultaat | Prestatie                                           |
| --------------- | -------------------------------- | --------- | --------------------------------------------------- |
| Michael Jacques | lichtgewicht (tot 67.5 kg)       | 13e       | Trekken: 125,0 Kg Stoten: 157,5 Kg Totaal: 282,5 Kg |
| Tony Urrutia    | middengewicht (tot 75 kg)        | 8e        | Trekken: 150,0 Kg Stoten: 177,5 Kg Totaal: 327,5 Kg |
| Derrick Crass   | lichtzwaargewicht (tot 82.5 kg)  | 11e       | Trekken: 140,0 Kg Stoten: 175,0 Kg Totaal: 315,0 Kg |
| Curt White      | lichtzwaargewicht (tot 82.5 kg)  | 14e       | Trekken: 140,0 Kg Stoten: 165,0 Kg Totaal: 305,0 Kg |
| Brett Brian     | middenzwaargewicht (tot 90 kg)   | 14e       | Trekken: 140,0 Kg Stoten: 180,0 Kg Totaal: 320,0 Kg |
| Arn Kritsky     | middenzwaargewicht (tot 90 kg)   | 11e       | Trekken: 147,5 Kg Stoten: 185,0 Kg Totaal: 332,5 Kg |
| Jeff Michels    | zwaargewicht II (tot 110 kg)     | 13e       | Trekken: 167,5 Kg Stoten: 192,5 Kg Totaal: 360,0 Kg |
| Rich Schutz     | zwaargewicht II (tot 110 kg)     | 11e       | Trekken: 160,0 Kg Stoten: 200,0 Kg Totaal: 360,0 Kg |
| John Bergman    | superzwaargewicht (boven 110 kg) | 10e       | Trekken: 167,5 Kg Stoten: 185,5 Kg Totaal: 352,5 Kg |
| Mario Martinez  | superzwaargewicht (boven 110 kg) | 4e        | Trekken: 175,0 Kg Stoten: 232,5 Kg Totaal: 407,5 Kg |

### Gymnastiek
| Olympiër                                                                                | Discipline                     | Resultaat | Prestatie |
| Turnen                                                                                  | Turnen                         | Turnen    | Turnen |
| --------------------------------------------------------------------------------------- | ------------------------------ | --------- | --- |
| Kevin Davis Scott Johnson Charles Lakes Dominick Minicucci Jr. Lance Ringnald Wes Suter | team (m)                       | 11e       | vloer: 96,90 paard voltege: 96,00 ringen: 95,30 sprong: 95,45 brug: 97,10 rekstok: 96,10 totaal: 576,85 punten |
| Kevin Davis                                                                             | individuele meerkamp (m)       | 34e       | vloer: 19,250 paard voltege: 19,450 ringen: 19,200 sprong: 19,175 brug: 19,325 rekstok: 18,925 totaal: 115,325 |
| Charles Lakes                                                                           | individuele meerkamp (m)       | 19e       | vloer: 19,700 paard voltege: 19,650 ringen: 19,300 sprong: 19,350 brug: 19,675 rekstok: 19,600 totaal: 117,175 |
| Lance Ringnald                                                                          | individuele meerkamp (m)       | 35e       | vloer: 19,225 paard voltege: 19,650 ringen: 19,100 sprong: 19,300 brug: 19,250 rekstok: 19,050 totaal: 115,075 |
|                                                                                         |                                |           | |
| Kelly Garrison-Steves Brandy Johnson Miss Marlowe Phoebe Mills Chelle Stack Hope Spivey | team (v)                       | 4e        | sprong: 97,625 brug met ongelijke leggers: 97,350 balk: 97,550 vloer: 98,050 totaal 390,575 punten             |
| Kelly Garrison-Steves                                                                   | individuele meerkamp (v)       | 16e       | sprong: 19,550 brug met ongelijke leggers: 19,475 balk: 19,462 vloer: 19,450 totaal 77,937 punten              |
| Brandy Johnson                                                                          | individuele meerkamp (v)       | 10e       | sprong: 19,650 brug met ongelijke leggers: 19,712 balk: 19,588 vloer: 19,575 totaal 78,525 punten              |
| Phoebe Mills                                                                            | individuele meerkamp (v)       | 15e       | sprong: 19,525 brug met ongelijke leggers: 19,687 balk: 19,150 vloer: 19,675 totaal 78,037 punten              |
| Brandy Johnson                                                                          | sprong (v)                     | 5e        | 9,825(Q) + 9,949(F) = 19,774                                                                                   |
| Phoebe Mills                                                                            | brug met ongelijke leggers (v) | 8e        | 9,837(Q) + 9,950(F) = 19,787                                                                                   |
| Kelly Garrison-Steves                                                                   | sprong (v)                     | 7e        | 9,787(Q) + 9,787(F) = 19,574                                                                                   |
| Phoebe Mills                                                                            | sprong (v)                     | Brons     | 9,875(Q) + 9,887(F) = 19,762                                                                                   |
| Phoebe Mills                                                                            | vloer (v)                      | 6e        | 9,900(Q) + 9,762(F) = 19,662                                                                                   |
| Ritmische Sportgymnastiek                                                               |                                |           | |
| Michelle Berube                                                                         | individueel (v)                | =22e      | kwalificatie touw: 9,55 hoepel: 9,50 knotsen: 9,55 lint: 9,50 totaal: 38,10                                    |
| Diane Simpson                                                                           | individueel (v)                | 26e       | kwalificatie touw: 9,45 hoepel: 9,45 knotsen: 9,50 lint: 9,40 totaal: 37,80                                    |

### Handbal
| Team | Discipline      | Resultaat | Prestatie |
| --- | --------------- | --------- | --- |
| James Buehning Scott Driggers Craig Fitschen Steven Goss Bob Hillary Boyd Janny Bryant Johnson William Kessler Stephen Kirk Peter Lash Joseph McVein Rod Oshita Joe Story Mike Sullivan | mannentoernooi  | 12e       | groep A: 6e V van IJsland 15-22 V van Joegoslavië 23-31 V van Sovjet-Unie 14-26 V van Zweden 12-26 V van Algerije 17-20 finale voor de 11e plaats: V van Japan 21-24 |
| |                 |           | |
| Kathy Callaghan Kim Clarke Laura Coenen Sandra DeLaRiva Megan Gallagher Amy Gamble Sam Jones Portia Lack Karyn Palgut Carol Peterka Angie Raynor Cindy Stinger Penny Stone Sherry Winn  | vrouwentoernooi | 7e        | groep A: 4e V van Joegoslavië 18-19 V van Tsjecho-Slowakije 19-33 V van Zuid-Korea 18-24 troostfinale: 3e V van China 22-31 W van Ivoorkust 27-16                    |

### Hockey
| Team | Discipline      | Resultaat | Prestatie |
| --- | --------------- | --------- | --- |
| Patty Shea Yolanda Hightower Mary Koboldt Marcia Pankratz Cheryl van Kuren Diane Bracalente Beth Beglin Marcella Place Sandra Vander-Heyden Tracey Fuchs Sheryl Johnson Sandra Costigan Christy Morgan Barbara Marois Megan Donnelly Donna Lee | vrouwentoernooi | 8e        | groep B: 4e V van Nederland 1-3 V van Argentinië 1-2 G tegen Groot-Brittannië 2-2 halve troostfinale: V van Bondsrepubliek Duitsland 1-2 finale voor 7e plaats: V van Argentinië 1-3 |

### Judo
| Olympiër       | Discipline                    | Resultaat | Prestatie |
| -------------- | ----------------------------- | --------- | --- |
| Kevin Asano    | superlichtgewicht (tot 60 kg) | Zilver    | ronde van 32: W van TCH Šedivák 0001-0000 ronde van 16: W van HKG Lee 1010-0000 kwartfinale: W van TPE Sheu 1010-0000 halve finale: W van JPN Hosokawa 0000-0000 J finale: L van KOR Kim Jae-yup 0000-0000 V               |
| Joe Mmarchal   | halflichtgewicht (tot 65 kg)  | =14e      | ronde van 32: W van TPE Wu ronde van 16: V van JPN Yamamoto 0000-1000 |
| Mike Swain     | lichtgewicht (tot 71 kg)      | *         | ronde van 32: W van KEN Ombito 0200-0000 ronde van 16: W van CAN Beauchamp 0000-0000 J kwartfinale: V van GDR Loll 0001-0010 herkansing halve finale: W van FRG Stranz 0000-0000 J troostfinale: V van GBR Brown 0000-0001 |
| Jason Morris   | halfmiddengewicht (tot 78 kg) | =20e      | ronde van 64: W van SUI Olivier Schaffter 0000-0000 W ronde van 32: V van URS Varaev 0000-0000 J |
| Rene Capo      | middengewicht (tot 86 kg)     | =19e      | ronde van 32: V van NED Spijkers 0000-0020 |
| Robert Berland | halfzwaargewicht (tot 95 kg)  | =7e       | ronde van 16: V van FRG Meiling 0000-0000 V herkansing halve finale: V van Van de Walle 0000-1000 |
| Steve Cohen    | zwaargewicht (vanaf 95 kg)    | =13e      | ronde van 32: W van GUM Ricardo Blas 0101-0000 ronde van 16: V van FIN Salonen 0000-0000 J |

*Brown won oorspronkelijk de troostfinale, maar twee dagen later werd de medaille toch aan Swain toegekend nadat Brown positief getest was op verboden middelen

### Kanovaren
| Olympiër                                                             | Discipline    | Resultaat    | Prestatie |
| -------------------------------------------------------------------- | ------------- | ------------ | --- |
| Jim Terrell                                                          | C1 500 m (m)  | halve finale | serie 2: te weinig deelnemers halve finale 2: 2:00,13 (4e tijd)                                                           |
| Bruce Merritt                                                        | C1 1000 m (m) | halve finale | serie 1: 4:17,73 (6e tijd) herkansing 1 4:41,75 (3e tijd) halve finale 1: 4:16,51 (4e tijd)                               |
| Rodney McLain Bruce Merritt                                          | C2 500 m (m)  | halve finale | serie 3: 1:52,48 (6e tijd) herkansing 1: 1:53,69 (3e tijd) halve finale 2: 1:53,32 (5e tijd)                              |
| Gregory Steward Ronald Urick                                         | C2 1000 m (m) | serie        | serie 1: 4:25,56 (6e tijd) herkansing: 4:17,77 (4e tijd)                                                                  |
| Mike Herbert                                                         | K1 500m (m)   | 4e           | serie 1: 1:43,41 (4e tijd) herkansing 1: te weinig deelnemers halve finale 1: 1:43,40 (2e tijd) finale: 1:46,73 (4e tijd) |
| Greg Barton                                                          | K1 1000m (m)  | Goud         | serie 1: 3:42,26 (1e tijd) halve finale 1: 3:40,96 (1e tijd) finale: 3:55,27 (1e tijd)                                    |
| Terry Kent Terry White                                               | K2 500m (m)   | 8e           | serie 3: 1:34,69 (3e tijd) halve finale 2: 1:36,33 (3e tijd) finale: 1:36,62 (8e tijd)                                    |
| Greg Barton Norman Bellingham                                        | K2 1000m (m)  | Goud         | serie 2: 3:20,50 (2e tijd) halve finale 3: 3:25,36 (1e tijd) finale: 3:32,42 (1e tijd)                                    |
| Curt Bader Michael Harbold Terry Kent Terry White                    | K4 1000m (m)  | halve finale | serie 2: 3:07,70 (2e tijd) halve finale 1: 3:15,60 (5e tijd)                                                              |
|                                                                      |               |              | |
| Traci Phillips                                                       | K1 500m (v)   | 6e           | serie 2: 1:59,53 (4e tijd) halve finale 2: 1:59,48 (3e tijd) finale: 2:00,81 (6e tijd)                                    |
| Shelia Conover Cathy Marino-Geers                                    | K2 500m (v)   | 7e           | serie 2: 1:50,54 (2e tijd) halve finale 3: 1:54,16 (3e tijd) finale: 1:50,33 (7e tijd)                                    |
| Shelia Conover Shirley Dery-Batlik Cathy Marino-Geers Traci Phillips | K4 500m (v)   | 9e           | serie 1: 1:41,77 (4e tijd) halve finale: 1:43,17 (3e tijd) finale: 1:47,94 (9e tijd)                                      |

### Moderne vijfkamp
| Olympiër                                    | Discipline  | Resultaat | Prestatie                                                                                              |
| ------------------------------------------- | ----------- | --------- | --- |
| Michael Gostigan                            | individueel | 60e       | paardensport: 0 schermen: 820 zwemmen: 1265 schietsport: 1044 hardlopen: 895 totaal: 4023 punten       |
| Robert Nieman                               | individueel | 18e       | paardensport: 944 schermen: 932 zwemmen: 1248 schietsport: 1000 hardlopen: 910 totaal: 5034 punten     |
| Robert Stull                                | individueel | 49e       | paardensport: 470 schermen: 983 zwemmen: 1240 schietsport: 868 hardlopen: 1027 totaal: 4588 punten     |
| Michael Gostigan Robert Nieman Robert Stull | team        | 16e       | paardensport: 1414 schermen: 2735 zwemmen: 3752 schietsport: 2912 hardlopen: 2832 totaal: 13645 punten |

### Paardensport
| Olympiër                                                      | Paard                                       | Discipline                 | Resultaat | Prestatie |
| ------------------------------------------------------------- | ------------------------------------------- | -------------------------- | --------- | --- |
| Belinda Baudin                                                | Christopher                                 | dressuur individueel       | 33e       | kwalificatie: 1248 punten (33e) |
| Robert Dover                                                  | Federleicht                                 | dressuur individueel       | 13e       | kwalificatie: 1327 punten (12e) finale: 1320 punten (13e) |
| Lendon Gray                                                   | Later On                                    | dressuur individueel       | 43e       | kwalificatie: 1212 punten (15e) |
| Jessica Ransehousen                                           | Orpheus                                     | dressuur individueel       | 17e       | kwalificatie: 1308 punten (15e) finale: 1282 punten (17e) |
| Belinda Baudin Robert Dover Lendon Gray Jessica Ransehousen   | Christopher Federleicht Later On Orpheus    | dressuur team              | =6e       | 3883 punten |
| Bruce Davidson                                                | Dr. Peaches                                 | eventing individueel       | 18e       | dressuur: 50,40 penaltypunten cross-country: 76,40 penaltypunten springconcours: 15,00 penaltypunten totaal: 141,80 penaltypunten |
| Phyllis Dawson                                                | Albany II                                   | eventing individueel       | 10e       | dressuur: 54,60 penaltypunten cross-country: 40,00 penaltypunten springconcours: 5,00 penaltypunten totaal: 99,60 penaltypunten |
| Karen Lende O'Connor                                          | The Optimist                                | eventing individueel       | DNF       | dressuur: 64,20 penaltypunten cross-country: DNF |
| Ann Sutton                                                    | Tarzan                                      | eventing individueel       | DNF       | dressuur: 57,20 penaltypunten cross-country: DNF |
| Bruce Davidson Phyllis Dawson Karen Lende O'Connor Ann Sutton | Dr. Peaches Albany II The Optimist Tarzan   | eventing team              | DNF       | dressuur: 162,20 penaltypunten cross-country: DNF |
| Greg Best                                                     | Gem Twist                                   | springconcours individueel | Zilver    | kwalificatie 1e ronde: 69,50 punten 2e ronde: 63,50 punten totaal: 133,00 punten (=5e) finale 1e ronde: 4,00 penaltypunten 2e ronde: 0,00 penaltypunten totaal: 4,00 penaltypunten (=2e) jump-off: 4,00 penaltypunten met een tijd van 45,70s (1e) |
| Joseph Fargis                                                 | Mill Pearl                                  | springconcours individueel | =7e       | kwalificatie 1e ronde: 69,50 punten 2e ronde: 63,50 punten totaal: 133,00 punten (=5e) finale 1e ronde: 4,00 penaltypunten 2e ronde: 8,00 penaltypunten totaal: 12,00 penaltypunten (=7e)                                                          |
| Lisa Ann Jacquin                                              | For the Moment                              | springconcours individueel | 56e       | kwalificatie 1e ronde: 16,00 punten 2e ronde: 24,00 punten totaal: 40,00 punten (=56e) |
| Anne Kursinski                                                | Starman                                     | springconcours individueel | =4e       | kwalificatie 1e ronde: 69,50 punten 2e ronde: 52,00 punten totaal: 121,50 punten (=11e) finale 1e ronde: 4,00 penaltypunten 2e ronde: 4,00 penaltypunten totaal: 8,00 penaltypunten (=4e)                                                          |
| Greg Best Joseph Fargis Lisa Ann Jacquin Anne Kursinski       | Gem Twist Mill Pearl For the Moment Starman | springconcours team        | Zilver    | 1e ronde: 12,25 penaltypunten 2e ronde: 8.25 penaltypunten totaal: 20,50 penaltypunten (2e) |

### Roeien
| Olympiër | Discipline                 | Resultaat  | Prestatie |
| --- | -------------------------- | ---------- | --- |
| Andrew Sudduth | skiff (m)                  | 6e         | serie 1: 7:05,61 (2e tijd) herkansing 4: 7:05,52 (1e tijd) halve finale 1: 6:69,70 (2e tijd) finale: 7:11,45 (6e tijd)       |
| Glenn Florio Kevin Still | dubbel-twee (m)            | herkansing | serie 1: 6:33,75 (6e tijd) herkansing 1: 6:56,45 (5e tijd)                                                                   |
| Kurt Bausback Edward Ives | twee-zonder-stuurman (m)   | 9e         | serie 1: 6:40,16 (3e tijd) herkansing 1: 7:04,99 (3e tijd) halve finale 2: 6:50,47 (5e tijd) troostfinale: 7:26,65 (3e tijd) |
| Robert Espeseth Jr. Jon Fish Daniel Lyons                                                                                                 | twee-met-stuurman (m)      | 11e        | serie 2: 7:17,36 (3e tijd) halve finale 2: 7:07,05 (6e tijd) troostfinale: 7:24,18 (5e tijd)                                 |
| Charlie Altekruse John Frackleton Greg Montesi John Strotbeck                                                                             | dubbel-vier (m)            | herkansing | serie 1: 5:54,08 (5e tijd) herkansing: 5:59,07 (4e tijd)                                                                     |
| Thomas Bohrer Richard Kennelly David Krmpotich Raoul Rodriguez                                                                            | vier-zonder-stuurman (m)   | Zilver     | serie 2: 6:03,67 (1e tijd) halve finale 2: 6:07,71 (3e tijd) finale: 6:05,53 (2e tijd)                                       |
| Tom Darling Chris Huntington John Terwilliger John Walters Mark Zembsch S                                                                 | vier-met-stuurman (m)      | 5e         | serie 2: 6:08,36 (1e tijd) halve finale 2: 6:15,30 (2e tijd) finale: 6:18,57 (5e tijd)                                       |
| Seth Bauer S Doug Burden Jeffrey McLaughlin Peter Nordell Ted Patton John Pescatore Jack Rusher Jonathan Smith Mike Teti                  | acht (m)                   | Brons      | serie 2: 5:39,26 (3e tijd) herkansing 1: 5:35,63 (1e tijd) finale: 5:48,26 (3e tijd)                                         |
| Anne Marden | skiff (v)                  | Zilver     | serie 1: 8:01,55 halve finale 1: 7:40,51 finale: 7:50,28 (2e tijd)                                                           |
| Monica Havelka Cathy Thaxton-Tippett | dubbel-twee (v)            | 6e         | serie 1: 7:38,62 (4e tijd) herkansing 2: 7:29,52 (2e tijd) finale: 7:21,28 (6e tijd)                                         |
| Mara Keggi Barbara Kirch | twee-zonder-stuurvrouw (v) | 6e         | serie 1: 8:16,85 (3e tijd) herkansing 2: 8:05,55 (2e tijd) finale: 7:56,27 (6e tijd)                                         |
| Sherry Cassuto Angie Herron Jennie Marshall Anne Martin                                                                                   | dubbel-vier (v)            | 9e         | serie 2: herkansing 2: 6:39,10 (3e tijd) troostfinale: 6:41,28 (3e tijd)                                                     |
| Elizabeth Bradley Jennifer Corbet Cynthia Exkert Sarah Gengler Kim Santiago                                                               | vier-met-stuurvrouw (v)    | 5e         | serie 2: 7:33,42 (4e tijd) herkansing 2: 7:28,01 (2e tijd) finale: 7:09,12 (5e tijd)                                         |
| Betsy Beard S Susan Broome Christine Campbell Peeg Mallery Stephanie Maxwell-Pierson Abby Peck Anna Seaton Alison Townley Juliet Thompson | acht                       | 6e         | serie 2: 6:24,55 (3e tijd) herkansing: 6:10,82 (4e tijd) finale: 6:26,66 (6e tijd)                                           |

### Schermen
| Olympiër                                                                      | Discipline             | Resultaat         | Prestatie |
| ----------------------------------------------------------------------------- | ---------------------- | ----------------- | --- |
| Peter Lewison                                                                 | floret individueel (m) | vierde herkansing | eerste groep D: 3e tweede groep G: 5e derde groep B: 1e eerste ronde: W van POL Sypniewski 10-6 tweede ronde: L van HUN Érsek 7-10 tweede herkansing: W van JPN Emura 10-8 derde herkansing: W van HUN Gátai 10-8 vierde herkansing: L van URS Romankov |
| Dave Littell                                                                  | floret individueel (m) | tweede groepsfase | eerste groep G: 4e tweede groep F: 6e |
| Mike Marx                                                                     | floret individueel (m) | derde groepsfase  | eerste groep E: 3e tweede groep B: 2e derde groep A: 5e |
| Peter Lewison Dave Littell Mike Marx Greg Massialas George Nonomura           | floret team (m)        | groepsfase        | groep C: 4e |
| Robert Marx                                                                   | degen individueel (m)  | eerste groepsfase | eerste groep C: 5e |
| Rob Stull                                                                     | degen individueel (m)  | derde groepsfase  | eerste groep F: 4e tweede groep I: 2e derde groep E 6e |
| Stephen Trevor                                                                | degen individueel (m)  | derde groepsfase  | eerste groep A: 3e tweede groep L: 1e derde groep A 5e |
| Robert Marx Lee Shelley Rob Stull Stephen Trevor                              | degen team (m)         | groepsfase        | groep A: 2e kwartfinale: V van Hongarije 3-9 |
| Mike Lofton                                                                   | sabel individueel (m)  | eerste groepsfase | eerste groep B: 6e |
| Steve Mormando                                                                | sabel individueel (m)  | eerste herkansing | eerste groep A: 3e tweede groep F: 4e derde groep B: 3e eerste ronde: V van URS Alsjan 1-10 eerste herkansing: V van ITA Dalla Barba 7-10 |
| Peter Westbrook                                                               | sabel individueel (m)  | derde groepsfase  | eerste groep D: 4e tweede groep E: 4e derde groep D 5e |
| Bob Cottingham Paul Friedberg Mike Lofton Steve Mormando Peter Westbrook      | sabel team (m)         | groepsfase        | groep B 3e |
|                                                                               |                        |                   | |
| Caitlin Bilodeaux                                                             | floret individueel (v) | tweede herkansing | eerste groep C: 1e tweede groep D: 1e derde groep D: 2e eerste ronde: V van FRG Anja Fichtel 1-8 eerste herkansing: W van POL Królikowska 8-6 tweede herkansing: V van CHN Hongyun 5-8                                                                  |
| Sharon Monplaisir                                                             | floret individueel (v) | tweede groepsfase | eerste groep B: 3e tweede groep C: 6e |
| Mary O'Neill                                                                  | floret individueel (v) | tweede groepsfase | eerste groep D: 4e tweede groep A: 6e |
| Caitlin Bilodeaux Elaine Cheris Sharon Monplaisir Mary O'Neill Molly Sullivan | floret team (v)        | 6e                | groep A: 2e kwartfinale: V van Hongarije 5-9 halve troostfinale: W van Zuid-Korea finale voor 5e plaats: V van China |

### Schietsport
| Olympiër               | Discipline                                 | Resultaat | Prestatie |
| ---------------------- | ------------------------------------------ | --------- | --- |
| Glenn Dubis            | kleinkalibergeweer 50 m drie houdingen (m) | 5e        | kwalificatie: 1174 punten (4e) finale: 99,5 punten (2e) totaal: 1273,5 punten                                                 |
| Daniel Durben          | kleinkalibergeweer 50 m drie houdingen (m) | 13e       | kwalificatie: 1169 punten (13e)                                                                                               |
| Glenn Dubis            | kleinkalibergeweer 50 m liggend (m)        | 15e       | kwalificatie: 595 punten (15e)                                                                                                |
| Webster Wright         | kleinkalibergeweer 50 m liggend (m)        | 24e       | kwalificatie: 594 punten (24e)                                                                                                |
| Roderick Fitz-Randolph | luchtgeweer 10 m (m)                       | 17e       | kwalificatie: 587 punten (17e)                                                                                                |
| Robert Foth            | luchtgeweer 10 m (m)                       | 4e        | kwalificatie: 591 punten (5e) finale: 101,5 punten (3e) totaal: 692,5 punten                                                  |
| Don Nygord             | vrij pistool 50 m (m)                      | 11e       | kwalificatie: 559 punten (11e)                                                                                                |
| Darius Young           | vrij pistool 50 m (m)                      | 16e       | kwalificatie: 556 punten (16e)                                                                                                |
| Erich Buljung          | luchtpistool 10 m (m)                      | Zilver    | kwalificatie: 590 punten (1e) OR finale: 97,9 punten (5e) totaal: 687,9 punten OR                                             |
| Don Nygord             | luchtpistool 10 m (m)                      | 28e       | kwalificatie: 574 punten (28e)                                                                                                |
| Rojelio Arredondo      | snelvuurpistool 25 m (m)                   | 13e       | kwalificatie: 590 punten (13e)                                                                                                |
| John McNally           | snelvuurpistool 25 m (m)                   | 7e        | kwalificatie: 597 punten (2e) finale: 93 punten (8e) totaal: 960 punten                                                       |
| Todd Bensley           | lopend schijf 50 m (m)                     | 11e       | kwalificatie: 581 punten (17e)                                                                                                |
| Scott Swinney          | lopend schijf 50 m (m)                     | 18e       | kwalificatie: 580 punten (18e)                                                                                                |
|                        |                                            |           | |
| Launi Meili            | kleinkalibergeweer 50 m drie houdingen (v) | 6e        | kwalificatie: 582 punten (8e) finale: 94,5 punten (6e) totaal: 676,5 punten                                                   |
| Wanda Jewell           | kleinkalibergeweer 50 m drie houdingen (v) | 13e       | kwalificatie: 579 punten (13e)                                                                                                |
| Launi Meili            | luchtgeweer 10 m (v)                       | 6e        | kwalificatie: 395 punten OR (1e) finale: 98,3 (8e) totaal: 493,3                                                              |
| Deena Wigger           | luchtgeweer 10 m (v)                       | 10e       | kwalificatie: 392 punten (10e)                                                                                                |
| Kimberly Dyer          | sportpistool 25 m (v)                      | 16e       | kwalificatie: 377 punten (16e)                                                                                                |
| Ruby Fox               | sportpistool 25 m (v)                      | 22e       | kwalificatie: 375 punten (22e)                                                                                                |
| Kimberly Dyer          | luchtpistool 10 m (v)                      | 24e       | kwalificatie: 578 punten (24e)                                                                                                |
| Ruby Fox               | luchtpistool 10 m (v)                      | 26e       | kwalificatie: 577 punten (26e)                                                                                                |
|                        |                                            |           | |
| Brian Ballard          | trap (o)                                   | 12e       | kwalificatie: 144 punten (17e) halve finale: 48 punten (3e) totaal: 192 punten (12e)                                          |
| Daniel Carlisle        | trap (o)                                   | 9e        | kwalificatie: 147 punten (8e) halve finale: 47 punten (12e) totaal: 194 punten (9e)                                           |
| George Haas III        | trap (o)                                   | 12e       | kwalificatie: 143 punten (23e) halve finale: 49 punten (1e) totaal: 192 punten (12e)                                          |
| Carolyn Koch           | trap (o)                                   | 47e       | kwalificatie: 130 punten (47e)                                                                                                |
| Daniel Carlisle        | skeet (o)                                  | 4e        | kwalificatie: 149 punten (2e) halve finale: 48 punten (17e) totaal: 197 punten (3e) finale: 23 punten (3e) totaal: 220 punten |
| Terry Carlisle         | skeet (o)                                  | 49e       | kwalificatie: 139 punten (49e)                                                                                                |
| Matthew Dryke          | skeet (o)                                  | 24e       | kwalificatie: 147 punten halve finale: 49 punten (23e) totaal: 193 punten (24e)                                               |
| Richard Smith          | skeet (o)                                  | 26e       | kwalificatie: 145 punten (26e)                                                                                                |

### Schoonspringen
| Olympiër         | Discipline     | Resultaat | Prestatie                                                 |
| ---------------- | -------------- | --------- | --------------------------------------------------------- |
| Mark Bradshaw    | 3 m plank (m)  | 5e        | voorronde: 588,15 punten (7e) finale: 642,99 punten (5e)  |
| Greg Louganis    | 3 m plank (m)  | Goud      | voorronde: 629,67 punten (3e) finale 730,80 punten (1e)   |
| Patrick Jeffrey  | 10 m plank (m) | 12e       | voorronde: 553,89 punten (5e) finale: 483,54 punten (12e) |
| Greg Louganis    | 10 m plank (m) | Goud      | voorronde: 617,67 punten (1e) finale 638,61 punten (1e)   |
|                  |                |           |                                                           |
| Wendy Lucero     | 3 m plank (m)  | 6e        | voorronde: 477,99 punten (4e) finale: 498,81 punten (6e)  |
| Kelly McCormick  | 3 m plank (m)  | Brons     | voorronde: 473,73 punten (5e) finale 533,19 punten (3e)   |
| Michele Mitchell | 10 m plank (m) | Zilver    | voorronde: 426,45 punten (2e) finale: 436,95 punten (2e)  |
| Wendy Williams   | 10 m plank (m) | Brons     | voorronde: 402,54 punten (4e) finale 400,44 punten (3e)   |

### Synchroonzwemmen
| Olympiër                        | Discipline | Resultaat | Prestatie |
| ------------------------------- | ---------- | --------- | --- |
| Tracie Ruiz                     | Solo       | Zilver    | kwalificatie: figuren: 98,633 punten routine: 98,400 punten totaal: 197,033 punten (2e) finale: routine: 99.000 totaal:197,633 (2e)         |
| Karen Josephson Sarah Josephson | Duet       | Zilver    | kwalificatie: figuren: 97,684 punten routine: 98,600 punten totaal: 196,284 (2e) finale: routine: 99.600 punten totaal: 197,284 punten (2e) |

### Voetbal
| Team | Resultaat  | Prestatie                                                                          |
| --- | ---------- | ---------------------------------------------------------------------------------- |
| David Vanole Steve Trittschuh John Doyle Kevin Crow Mike Windischmann Frank Klopas Jim Gabarra Rick Davis Brent Goule Peter Vermes Eric Eichmann Paul Krumpe John Harkes John Stollmeyer Tab Ramos Bruce Murray Desmond Armstrong Jeff Duback Brian Bliss Paul Caligiuri coach: Lothar Osiander | groepsfase | groep C: 4e G tegen Argentinië 1-1 G tegen Zuid-Korea 0-0 V van de Sovjet-Unie 2-4 |

### Tafeltennis
| Olympiër                 | Discipline     | Resultaat  | Prestatie |
| ------------------------ | -------------- | ---------- | --- |
| Sean O'Neill             | enkelspel (m)  | groepsfase | Groep A: 6e plaats V van BEL Saive (0-3) W van BRA Issamu (3-2) W van TUN Lofti (3-0) V van FRA Gatien (0-3) V van GBR Cooke (0-3) V van CHN Jiang (0-3) V van HUN Klampár (0-3)                                    |
|                          |                |            | |
| Insook Bhushan           | enkelspel (v)  | groepsfase | Groep C: 4e plaats W van AUS Bisiach (3-0) V van JPN Uchiyama (2-3) V van URS Popova (0-3) W van TUN Ben Aïssa (3-0) V van CHN Chen (0-3)                                                                           |
| Diana Gee                | enkelspel (v)  | groepsfase | Groep A: 5e plaats V van CHN Zhimin (0-3) V van URS Kovtun (0-3) V van CAN Domonkos (2-3) W van DOM Alejo (3-0) V van HUN Urbán (0-3)                                                                               |
| Insook Bhushan Diana Gee | dubbelspel (v) | groepsfase | Groep B: 6e plaats V van NED Kloppenburg/Bettine Vriesekoop (0-2) V van TCH Hrachová/Kasalova (1-2) V van CHN Chen/Jiao (1-2) W van MAS Cheng/Wan (2-0) V van FRG Nemes/Nolten (1-2) V van JPN Hoshino/Ishida (0-2) |

### Tennis
| Olympiër                  | Discipline     | Resultaat | Prestatie |
| ------------------------- | -------------- | --------- | --- |
| Brad Gilbert              | enkelspel (m)  | Brons     | Eerste ronde: W van DEN Tauson (3-0) Tweede ronde: W van URS Cherkasov (3-1) Derde ronde: W van USA Seguso (3-0) Kwartfinale: W van ARG Jaite (3-1) Halve finale: V van USA Mayotte (0-3)                                                           |
| Tim Mayotte               | enkelspel (m)  | Zilver    | Eerste ronde: W van KOR Song (3-0) Tweede ronde: W van ITA Nargiso (3-1) Derde ronde: W van ISR Mansdorf (3-0) Kwartfinale: W van FRG Steeb (3-0) Halve finale: W van USA Gilbert (3-0) Finale: V van TCH Mečíř (1-3)                               |
| Robert Seguso             | enkelspel (m)  | =9e       | Eerste ronde: W van NGR Odizor (3-0) Tweede ronde: W van NZL Cahill (3-1) Derde ronde: V van USA Gilbert (0-3) |
| Ken Flach Robert Seguso   | dubbelspel (m) | Goud      | Eerste ronde: W van INA Suharyadi / Walain-Walalangi (3-0) Tweede ronde: W van HUN Köves / Markovits (3-0) Kwartfinale: W van DEN Christensen Tauson (3-0) Halve finale: W van TCH Mečíř / Šrejber (3-0) Finale: W van Spanje Casal / Sánchez (3-2) |
|                           |                |           | |
| Chris Evert               | enkelspel (v)  | =9e       | Eerste ronde: Bye Tweede ronde: W van ITA Cecchini (2-0) Derde ronde: V van ITA Reggi (1-2) |
| Zina Garrison             | enkelspel (v)  | Brons     | Eerste ronde: bye Tweede ronde: W van MEX Hernández (2-0) Derde ronde: W van AUT Paulus (2-0) Kwartfinale: W van USA Shriver (2-0) Halve finale: V van FRG Graf (0-2)                                                                               |
| Pam Shriver               | enkelspel (v)  | =5e       | Eerste ronde: bye Tweede ronde: W van CAN Hetherington (2-0) Derde ronde: W van BUL Katerina Maleeva (2-1) Kwartfinale: V van USA Garrison (0-2) |
| Zina Garrison Pam Shriver | dubbelspel (v) | Goud      | Eerste ronde: bye Kwartfinale: W van FRA Demongeot / Tauziat (2-0) Halve finale: W van AUS Smylie / Turnbull Finale: W van TCH Novotná / Suková (2-1)                                                                                               |

### Volleybal
| Olympiër | Discipline      | Resultaat | Prestatie |
| --- | --------------- | --------- | --- |
| Craig Buck Bob Ctvrtlik Scott Fortune Karch Kiraly Ricci Luyties Doug Partie Jon Root Eric Sato Dave Saunders Jeff Stork Steve Timmons Troy Tanner Coach: Marv Dunphy                   | mannentoernooi  | Goud      | Groep B: 1e plaats W van Japan (3-0) W van Nederland (3-1) W van Argentinië (3-2) W van Frankrijk (3-0) W van Tunesië (3-0) Halve finale: W van Brazilië (3-0) Finale: W van de Sovjet-Unie (3-1) |
| |                 |           | |
| Deitre Collins Caren Kemner Laurel Kessel Liz Masakayan Jayne McHugh Melissa McLinden Kim Oden Prikeba Phipps Angela Rock Kimberly Ruddins Liane Sato Tammy Webb Coach: Terry Liskevych | vrouwentoernooi | 7e        | Groep B: 3e plaats V van China (0-3) W van Brazilië (3-2) V van Puerto Rico (2-3) Halve finale voor 5e plaats: V van DDR (1-3) Finale voor 7e plaats: W van Zuid-Korea (3-2)                      |

### Waterpolo
| Olympiër | Discipline     | Resultaat | Prestatie |
| --- | -------------- | --------- | --- |
| Craig Wilson Kevin Robertson James Bergeson Peter Campbell Douglas Kimbell Edward Klass Alan Mouchawar Jeffery Campbell Greg Boyer Terry Schroeder Jody Campbell Christopher Duplanty Michael Evans Coach: Bill Barnett | Mannentoernooi | Zilver    | Groep B: 1e plaats W van Joegoslavië (7-6) V van Spanje (7-9) W van China (14-7) W van Griekenland (18-9) W van Hongarije (10-9) Halve finale: W van Sovjet-Unie (8-7) Finale: V van Joegoslavië (7-9) |

### Wielrennen
| Olympiër                                                   | Discipline                           | Resultaat    | Prestatie                                                                                               |
| ---------------------------------------------------------- | ------------------------------------ | ------------ | --- |
| Bobby Livingston                                           | baan tijdrit 1000 m (m)              | 14e          | 1:06,926                                                                                                |
| Ken Carpenter                                              | baan sprint (m)                      | eerste ronde | kwalificatie: 10:792 eerste ronde: 2e eerste herkansing 4: 2e                                           |
| David Brinton                                              | baan individuele achtervolging (m)   | ronde van 32 | kwalificatie: 4:48,93 (14e tijd) ronde van 32: V van GBR Sturgess 4:47,27                               |
| Dave Lettieri Michael McCarthy Leonard Nitz Carl Sundquist | baan ploegenachtervolging 4000 m (m) | kwalificatie | kwalificatie: 4:22:96 (9e tijd)                                                                         |
| Frankie Andreu                                             | baan puntenkoers (m)                 | 8e           | eerste ronde: 11 punten (11e) finale: 21 punten (9e)                                                    |
| Scott McKinley                                             | weg individueel (m)                  | 65e          | 4:32:56                                                                                                 |
| Bob Mionske                                                | weg individueel (m)                  | 4e           | 4:32:46                                                                                                 |
| Craig Schommer                                             | weg individueel (m)                  | 69e          | 4:32:56                                                                                                 |
| Noman Alvis Jim Copeland Tony Palmer Andy Paulin           | weg ploegentijdrit (m)               | 10e          | 2:02:35,7                                                                                               |
|                                                            |                                      |              | |
| Connie Paraskevin-Young                                    | baan sprint (v)                      | Brons        | kwalificatie: 11,845 (4e tijd) eerste ronde 4: 1e kwartfinale 4: 1e halve finale 1: 2e troostfinale: 1e |
| Bunki Bankaitis-Davis                                      | weg individueel (v)                  | 14e          | 2:00:52                                                                                                 |
| Inga Thompson                                              | weg individueel (v)                  | 8e           | 2:00:52                                                                                                 |
| Sally Zack                                                 | weg individueel (v)                  | 16e          | 2:00:52                                                                                                 |

### Worstelen
| Olympiër          | Discipline                     | Resultaat      | Prestatie |
| Grieks-Romeins    | Grieks-Romeins                 | Grieks-Romeins | Grieks-Romeins |
| ----------------- | ------------------------------ | -------------- | --- |
| Mark Fuller       | licht vlieggewicht (tot 48 kg) | =9e            | Groep A: 5e plaats W van JPN Saito (3-1) V van NOR Rønningen (1-3) V van ITA Maenza (1-3) |
| Shawn Sheldon     | vlieggewicht (tot 52 kg)       | =15e           | Groep B: 8e plaats V van NOR Rønningen (1-3) V van CHN Richa (0-2) |
| Anthony Amado     | bantamgewicht (tot 57 kg)      | =9e            | Groep A: 5e plaats V van KOR Huh (0-3) W van MAR Boulalouche (4-0) W van NOR Sigde (3-1) V van GRE Holidis (0-4) |
| Isaac Anderson    | vedergewicht (tot 62 kg)       | 6e             | Groep A: 3e plaats W van POL Tracz (3-1) W van CHN Hu (3-0) W van MAR Loksairi (3-0) V van KOR Dae-Hyun (0-3) V van URS Madzhidov (1-3) Finale voor 5e plaats: V van FRG Behi (1-3)                                                         |
| Andrew Seras      | lichtgewicht (tot 68 kg)       | =9e            | Groep B: 5e plaats W van PER Ichillumpa (4-0) W van AUT Pittner (4-0) V van URS Julfalakyan (1-3) V van SWE Lagerborg (0-0) |
| David Butler      | weltergewicht (tot 74 kg)      | =11e           | Groep A: 6e plaats V van POL Tracz (1-3) W van YUG Podlesek (2-0) W van JPN Ito (3-1) V van KOR Kim (0-3) |
| John Morgan       | middengewicht (tot 82 kg)      | 7e             | Groep A: 4e plaats W van TCH Frinta (4-0) W van CMR N'To (4-0) V van BUL Stoykov (0-0) V van NOR Kleven (1-3) Finale voor 7e plaats: W van POL Daras (4-0)                                                                                  |
| Michial Foy       | halfzwaargewicht (tot 90 kg)   | =11e           | Groep B: 6e plaats V van GDR Koschnitzke (0-4) W van CAN Cox (4-0) Bye V van FRG Steinbach (1-3) |
| Dennis Koslowski  | zwaargewicht (tot 100 kg)      | Brons          | Groep B: 2e plaats W van JPN Fukube (4-0) W van FIN Ahokas (4-0) W van CAN Marshall (3-0) V van URS Gedekhauri (1-3) Bye V van POL Wroński (0-3) W van YUG Tertei (3-0) Troostfinale: W van BUL Georgiev (3-0)                              |
| Duane Koslowski   | superzwaargewicht (130 kg)     | 8e             | Groep A: 4e plaats W van AUT Neuemuller (3-1) W van LIB Bechara (4-0) V van HUN Klauz (0-3) V van URS Karelin (0-4) Finale voor 7e plaats: V van POL Wroclawski (0-4)                                                                       |
| Vrije Stijl       |                                |                | |
| Tim Vanni         | licht vlieggewicht (tot 48 kg) | 4e             | Groep B: 2e plaats W van ESP Marcuño (4-0) L van JPN Kobayashi (0-4) W van SYR El-Messouti (3,5-0,5) W van IRI Zeinalnia (4-0) W van TUR Şükrüoğlu (3-1) Bye Troostfinale: V van URS Karamchakov (1-3)                                      |
| Ken Chertow       | vlieggewicht (tot 52 kg)       | =17e           | Groep A: 9e plaats L van FRA Marcuño (1-3) W van MEX Olvera (3-1) L van BUL Yordanov (0,5-3,5) |
| Barry Davis       | bantamgewicht (tot 57 kg)      | =13e           | Groep A: 7e plaats W van TCH Schwendtner (3-1) L van TUR Ak (1-3) L van HUN Nagy (0-4) |
| John Smith        | vedergewicht (tot 62 kg)       | Goud           | Groep A: 1e plaats W van HUN Orbán (3-1) W van BUL Shterev (3-1) W van POL Skubacz (3-1) W van FIN Letho (3-1) W van ITA Schillaci (4-0) W van MGL Enkhee (3-1) Finale: W van URS Sarkisyan (3-0)                                           |
| Nate Carr         | lichtgewicht (tot 68 kg)       | Brons          | Groep B: 2e plaats W van HUN Podolszki (4-0) W van AFG Shir (4-0) W van FRG Leipold (3-1) Bye W van AUS Brown (3-0) W van CAN McKay (3-0) V van KOR Park (1-3) Bye Troostfinale: W van JPN Akaishi (3-1)                                    |
| Kenny Monday      | weltergewicht (tot 74 kg)      | Goud           | Groep B: 1e plaats W van GBR Walker (3,5-0) W van MEX Jessel (4-0) W van HUN Nagy (3-1) W van YUG Sejdi (3-0) W van CAN Holmes (3-0) W van MGL Enkhbayar (3-0) W van FIN Rauhala (3-0) Finale: W van URS Varayev (3-1)                      |
| Mark Schultz      | middengewicht (tot 82 kg)      | 6e             | Groep B: 3e plaats W van BUL Nanev (3-0) W van FRG Trik (4-0) W van POL Radomski (3-1) W van NGR Kodei (4-0) W van GDR Gstöttner (4-0) L van URS Tambouvtsev (1-3) L van TUR Gençalp (0-3.5) Finale voor 5e plaats: V van MGL Sükhbat (0-4) |
| Jim Scherr        | halfzwaargewicht (tot 90 kg)   | 5e             | Groep A: 3e plaats W van CAN Cox (3-1) W van HUN Tóth (3-1) W van IND Verma (3-1) W van GBR English (4-0) V van JPN Ota (0-4) Bye Finale voor 5e plaats: W van BUL Alabakov (3-1)                                                           |
| William Scherr    | zwaargewicht (tot 100 kg)      | Brons          | Groep B: 2e plaats W van POL Wala (4-0) Bye W van TCH Strnisko (3-1) W van GBR Loban (3-1) V van ROU Puşcaşu (3-1) W van BUL Karaduchev (3-1) Troostfinale: W van GDR Neupert (4-0)                                                         |
| Bruce Baumgartner | superzwaargewicht (tot 130 kg) | Zilver         | Groep A: 1e plaats W van EGY El-Hadad (4-0) W van GDR Schröder (3-1) W van MRI Ramsaran (4-0) W van POL Sandurski (4-0) Finale: V van URS Sandurski (1-3)                                                                                   |

### Zeilen
| Olympiër                                       | Discipline          | Resultaat | Prestatie |
| ---------------------------------------------- | ------------------- | --------- | --- |
| Mike Gebhardt                                  | Division II (m)     | Brons     | Race 1: 8,0 Race 2: 0,0 Race 3: 8,0 Race 4: 17,0 Race 5: 10,0 Race 6: 14,0 Race 7: 8,0 totaal: 48,0 punten      |
| Brian Ledbetter                                | Finn klasse (m)     | 10e       | Race 1: 22,0 Race 2: 18,0 Race 3: 14,0 Race 4: 16,0 Race 5: 25,0 Race 6: 13,0 Race 7: 8,0 totaal: 91,0 punten   |
| Charles McKee John Shadden                     | 470 klasse (m)      | Brons     | Race 1: 10,0 Race 2: 3,0 Race 3: 3,0 Race 4: 17,0 Race 5: 10,0 Race 6: 18,0 Race 7: 8,0 totaal: 51,0 punten     |
|                                                |                     |           | |
| Lynne Jewell Allison Jolly                     | 470 klasse (v)      | Goud      | Race 1: 5,7 Race 2: 0,0 Race 3: 0,0 Race 4: 3,0 Race 5: 28,0 Race 6: 3,0 Race 7: 15,0 totaal: 26,7 punten       |
|                                                |                     |           | |
| Paul Foerster Andrew Goldman                   | Flying Dutchman (o) | 11e       | Race 1: 24,0 Race 2: 20,0 Race 3: 16,0 Race 4: 5,7 Race 5: 16,0 Race 6: 8,0 Race 7: 20,0 totaal: 85,7 punten    |
| Hal Haenel Mark Reynolds                       | Star klasse (o)     | Zilver    | Race 1: 14,0 Race 2: 8,0 Race 3: 0,0 Race 4: 10,0 Race 5: 8,0 Race 6: 8,0 Race 7: 28,0 totaal: 48,0 punten      |
| James Melvin Patrick Muglia                    | Tornado klasse (o)  | 14e       | Race 1: 11,7 Race 2: 16,0 Race 3: 30,0 Race 4: 20,0 Race 5: 30,0 Race 6: 15,0 Race 7: 18,0 totaal: 110,7 punten |
| William Baylis Robert Billingham John Kostecki | Soling klasse (o)   | Zilver    | Race 1: 3,0 Race 2: 0,0 Race 3: 8,0 Race 4: 0,0 Race 5: 3,0 Race 6: 10,0 Race 7: 0,0 totaal: 14,0 punten        |

### Zwemmen
| Olympiër                                                                                         | Discipline             | Resultaat | Prestatie                                                 |
| ------------------------------------------------------------------------------------------------ | ---------------------- | --------- | --------------------------------------------------------- |
| Matt Biondi                                                                                      | 50 m vrije slag (m)    | Goud      | serie: 22,39 OR (1e tijd) finale: 22,14 WR (1e tijd)      |
| Tom Jager                                                                                        | 50 m vrije slag (m)    | Zilver    | serie: 22,61 (3e tijd) finale: 22,36 (2e tijd)            |
| Matt Biondi                                                                                      | 100 m vrije slag (m)   | Goud      | serie: 49,04 OR (1e tijd) finale: 48,63 OR (1e tijd)      |
| Chris Jacobs                                                                                     | 100 m vrije slag (m)   | Zilver    | serie: 49,20 OR (2e tijd) finale: 48,63 (2e tijd)         |
| Matt Biondi                                                                                      | 200 m vrije slag (m)   | Brons     | serie: 1:48,39 (2e tijd) finale: 1:47,99 (3e tijd)        |
| Troy Dalbey                                                                                      | 200 m vrije slag (m)   | 7e        | serie: 1:48,96 (5e tijd) finale: 1:48,86 (7e tijd)        |
| Matt Cetlinski                                                                                   | 400 m vrije slag (m)   | 4e        | serie: 3:50,82 (8e tijd) finale: 3:48,09 (4e tijd)        |
| Dan Jorgensen                                                                                    | 400 m vrije slag (m)   | 14e       | serie: 3:52,64 (11e tijd) troostfinale: 3:55,34 (6e tijd) |
| Matt Cetlinski                                                                                   | 1500 m vrije slag (m)  | 4e        | serie: 15:07,41 (1e tijd) finale: 15:14,76 (4e tijd)      |
| Lars Jorgensen                                                                                   | 1500 m vrije slag (m)  | 23e       | serie: 15:39,51 (23e tijd)                                |
| Dave Berkoff                                                                                     | 100 m rugslag (m)      | Zilver    | serie: 54,51 WR (1e tijd) finale: 55,18 (2e tijd)         |
| Jay Mortenson                                                                                    | 100 m rugslag (m)      | 11e       | serie: 57,19 (13e tijd) troostfinale: 57,06 (3e tijd)     |
| Dan Veatch                                                                                       | 200 m rugslag (m)      | 7e        | serie: 2:01,73 (5e tijd) finale: 2:02,26 (7e tijd)        |
| Steve Bigelow                                                                                    | 200 m rugslag (m)      | 10e       | serie: 2:03,64 (15e tijd) troostfinale: 2:02,95 (2e tijd) |
| Richard Schroeder                                                                                | 100 m schoolslag (m)   | 6e        | serie: 1:03,05 (7e tijd) finale: 1:02,55 (6e tijd)        |
| Daniel Watters                                                                                   | 100 m schoolslag (m)   | 15e       | serie: 1:04,04 (15e tijd) troostfinale: 1:04,17 (7e tijd) |
| Mike Barrowman                                                                                   | 200 m schoolslag (m)   | 4e        | serie: 2:15,85 (3e tijd) finale: 2:15,45 (4e tijd)        |
| Kirk Stackle                                                                                     | 200 m schoolslag (m)   | 19e       | serie: 2:19,47 (19e tijd)                                 |
| Matt Biondi                                                                                      | 100 m vlinderslag (m)  | Zilver    | serie: 53,46 (2e tijd) finale: 53,01 (2e tijd)            |
| Jay Mortenson                                                                                    | 100 m vlinderslag (m)  | 6e        | serie: 54,44 (8e tijd) finale: 54,07 (6e tijd)            |
| Mark Dean                                                                                        | 200 m vlinderslag (m)  | 9e        | serie: 2:00,86 (10e tijd) troostfinale: 2:00,26 (1e tijd) |
| Melvin Stewart                                                                                   | 200 m vlinderslag (m)  | 5e        | serie: 1:59,78 (6e tijd) finale: 1:59,19 (5e tijd)        |
| Bill Stapleton                                                                                   | 200 m wisselslag (m)   | 16e       | serie: 2:05,32 (12e tijd) troostfinale: 2:06,82 (8e tijd) |
| David Wharton                                                                                    | 200 m wisselslag (m)   | 9e        | serie: 2:04,44 (9e tijd) troostfinale: 2:03,05 (1e tijd)  |
| Jeff Kostoff                                                                                     | 400 m wisselslag (m)   | 9e        | serie: 4:24,10 (10e tijd) troostfinale: 4:22,95 (9e tijd) |
| Melvin Stewart                                                                                   | 400 m wisselslag (m)   | Zilver    | serie: 4:20,84 (4e tijd) finale: 4:17,36 (2e tijd)        |
| Matt Biondi Troy Dalbey Doug Gjertsen Chris Jacobs Tom Jager Shaun Jordan Brent Lang             | 4x100 m vrije slag (m) | Goud      | serie: 3:19,52 (1e tijd) finale: 3:16,53 WR (1e tijd)     |
| Matt Biondi Matt Cetlinski Troy Dalbey Doug Gjertsen Dan Jorgensen Craig Oppel                   | 4x200 m vrije slag (m) | Goud      | serie: 7:18,76 (2e tijd) finale: 7:12,51 WR (1e tijd)     |
| Dave Berkoff Matt Biondi Chris Jacobs Tom Jager Jay Mortenson Richard Schroeder                  | 4x100 m wisselslag (m) | Goud      | serie: 3:43,00 (1e tijd) finale: 3:36,93 WR (1e tijd)     |
|                                                                                                  |                        |           |                                                           |
| Leigh Ann Fetter                                                                                 | 50 m vrije slag (v)    | 5e        | serie: 25,91 (4e tijd) finale: 25,78 (5e tijd)            |
| Jill Sterkel                                                                                     | 50 m vrije slag (v)    | Brons     | serie: 26,02 (6e tijd) finale: 25,71 (3e tijd)            |
| Mitzi Kremer                                                                                     | 100 m vrije slag (v)   | 12e       | serie: 56,83 (12e tijd) troostfinale: 56,83 (4e tijd)     |
| Dara Torres                                                                                      | 100 m vrije slag (v)   | 7e        | serie: 56,37 (7e tijd) finale: 56,83 (7e tijd)            |
| Mitzi Kremer                                                                                     | 200 m vrije slag (v)   | 6e        | serie: 2:01,45 (7e tijd) finale: 2:00,23 (6e tijd)        |
| Mary Wayte                                                                                       | 200 m vrije slag (v)   | 4e        | serie: 1:59,50 (3e tijd) finale: 1:59,04 (4e tijd)        |
| Tami Bruce                                                                                       | 400 m vrije slag (v)   | 4e        | serie: 4:10,73 (3e tijd) finale: 4:08,16 (4e tijd)        |
| Janet Evans                                                                                      | 400 m vrije slag (v)   | Goud      | serie: 4:10,12 (1e tijd) finale: 4:03,85 WR (1e tijd)     |
| Tami Bruce                                                                                       | 800 m vrije slag (v)   | 5e        | serie: 8:31,57 (5e tijd) finale: 8:30,86 (5e tijd)        |
| Janet Evans                                                                                      | 800 m vrije slag (v)   | Goud      | serie: 8:28,13 (2e tijd) finale: 8:20,20 OR (1e tijd)     |
| Beth Barr                                                                                        | 100 m rugslag (v)      | 5e        | serie: 1:02,63 (4e tijd) finale: 1:02,78 (5e tijd)        |
| Betsy Mitchell                                                                                   | 100 m rugslag (v)      | 4e        | serie: 1:02,85 (5e tijd) finale: 1:02,71 (4e tijd)        |
| Beth Barr                                                                                        | 200 m rugslag (v)      | 4e        | serie: 2:13,91 (4e tijd) finale: 2:12,39 (4e tijd)        |
| Andrea Hayes                                                                                     | 200 m rugslag (v)      | 6e        | serie: 2:14,77 (5e tijd) finale: 2:15,02 (6e tijd)        |
| Susan Johnson                                                                                    | 100 m schoolslag (v)   | 13e       | serie: 1:11,09 (12e tijd) troostfinale: 1:11,08 (5e tijd) |
| Tracey McFarlane                                                                                 | 100 m schoolslag (v)   | 6e        | serie: 1:10,59 (6e tijd) finale: 1:09,60 (6e tijd)        |
| Tracey McFarlane                                                                                 | 200 m schoolslag (v)   | 14e       | serie: 2:23,11 (12e tijd) troostfinale: 2:33,46 (6e tijd) |
| Susan Rapp                                                                                       | 200 m schoolslag (v)   | 13e       | serie: 2:34,21 (15e tijd) troostfinale: 2:32,90 (5e tijd) |
| Janel Jorgensen                                                                                  | 100 m vlinderslag (v)  | 5e        | serie: 1:00,97 (6e tijd) finale: 1:00,48 (5e tijd)        |
| Mary T. Meagher                                                                                  | 100 m vlinderslag (v)  | 7e        | serie: 1:11,09 (8e tijd) finale: 1:00,97 (7e tijd)        |
| Mary T. Meagher                                                                                  | 200 m vlinderslag (v)  | Brons     | serie: 2:12,35 (3e tijd) finale: 2:10,80 (3e tijd)        |
| Trina Radke                                                                                      | 200 m vlinderslag (v)  | 5e        | serie: 2:13,05 (7e tijd) finale: 2:11,55 (5e tijd)        |
| Whitney Hedgepeth                                                                                | 200 m wisselslag (v)   | 8e        | serie: 2:17,45 (8e tijd) finale: 2:17,99 (8e tijd)        |
| Mary Wayte                                                                                       | 200 m wisselslag (v)   | DSQ       | serie: DSQ                                                |
| Janet Evans                                                                                      | 400 m wisselslag (v)   | Goud      | serie: 4:43,04 (3e tijd) finale: 4:37,76 (1e tijd)        |
| Erika Hansen                                                                                     | 400 m wisselslag (v)   | 11e       | serie: 4:50,03 (11e tijd) troostfinale: 4:51,93 (3e tijd) |
| Mitzi Kremer Jill Sterkel Dara Torres Laura Walker Mary Wayte Paige Zemina                       | 4x100 m vrije slag (v) | Brons     | serie: 3:45,10 (3e tijd) finale: 3:44,25 (3e tijd)        |
| Beth Barr Janel Jorgensen Tracey McFarlane Mary T. Meagher Betsy Mitchell Dara Torres Mary Wayte | 4x100 m wisselslag (v) | Goud      | serie: 4,10:38 (2e tijd) finale: 4:07,90 (2e tijd)        |

Afghanistan · Algerije · Amerikaanse Maagdeneilanden · Amerikaans-Samoa · Andorra · Angola · Antigua en Barbuda · Argentinië · Aruba · Australië · Bahama’s · Bahrein · Bangladesh · Barbados · België · Belize · Benin · Bermuda · Bhutan · Birma · Bolivia · Bondsrepubliek Duitsland · Botswana · Brazilië · Britse Maagdeneilanden · Brunei · Bulgarije · Burkina Faso · Canada · Centraal-Afrikaanse Republiek · Chili · China · Chinees Taipei · Colombia · Congo-Brazzaville · Cookeilanden · Costa Rica · Cyprus · Denemarken · Djibouti · Dominicaanse Republiek · Duitse Democratische Republiek · Ecuador · Egypte · El Salvador · Equatoriaal-Guinea · Fiji · Filipijnen · Finland · Frankrijk · Gabon · Gambia · Ghana · Grenada · Griekenland · Groot-Brittannië · Guam · Guatemala · Guinee · Guyana · Haïti · Honduras · Hongarije · Hongkong · Ierland · IJsland · India · Indonesië · Irak · Iran · Israël · Italië · Ivoorkust · Jamaica · Japan · Joegoslavië · Jordanië · Kaaimaneilanden · Kameroen · Kenia · Koeweit · Laos · Lesotho · Libanon · Liberia · Libië · Liechtenstein · Luxemburg · Malawi · Malediven · Maleisië · Mali · Malta · Marokko · Mauritanië · Mauritius · Mexico · Monaco · Mongolië · Mozambique · Nederland · Nederlandse Antillen · Nepal · Nieuw-Zeeland · Niger · Nigeria · Noord-Jemen · Noorwegen · Oeganda · Oman · Oostenrijk · Pakistan · Panama · Papoea-Nieuw-Guinea · Paraguay · Peru · Polen · Portugal · Puerto Rico · Qatar · Roemenië · Rwanda · Saint Vincent en de Grenadines · Salomonseilanden · Samoa · San Marino · Saoedi-Arabië · Senegal · Sierra Leone · Singapore · Soedan · Somalië · Sovjet-Unie · Spanje · Sri Lanka · Suriname · Swaziland · Syrië · Tanzania · Thailand · Togo · Tonga · Trinidad en Tobago · Tsjaad · Tsjecho-Slowakije · Tunesië · Turkije · Uruguay · Vanuatu · Venezuela · Verenigde Arabische Emiraten · Verenigde Staten · Vietnam · Zaïre · Zambia · Zimbabwe · Zuid-Jemen · Zuid-Korea · Zweden · Zwitserland